# Triacanthella intermedia
Triacanthella intermedia är en urinsektsart som beskrevs av Dunger och Zivadinovic 1984. Triacanthella intermedia ingår i släktet Triacanthella och familjen Hypogastruridae. Inga underarter finns listade i Catalogue of Life.